# Gamma Comae Berenices
Gamma Comae Berenices (γ Com / 15 Comae Berenices) es una estrella en la constelación de Cabellera de Berenice.
De magnitud aparente +4,35, es la tercera más brillante de su constelación, después de β Comae Berenices y Diadem (α Comae Berenices).
Aunque hoy no tiene nombre propio habitual, se piensa que en el pasado recibía el título árabe de Al Ḍafīrah.
Se encuentra a 167 años luz del sistema solar.
Gamma Comae Berenices es una gigante naranja de tipo espectral K1III cuya temperatura efectiva es de 4693 ± 24 K.
Es 60 veces más luminosa que el Sol y tiene un diámetro 12 veces más grande que el diámetro solar.
Gira sobre sí misma con una velocidad de rotación proyectada de 3,5 km/s.
Gamma Comae Berenices muestra un contenido metálico superior al solar, siendo su índice de metalicidad [Fe/H] = +0,21; sin embargo, las abundancias relativas de elementos como bario y lantano son comparables a las encontradas en el Sol.
En cuanto a su estado evolutivo, se encuentra en la rama asintótica gigante y tiene una edad de 1560 ± 570 millones de años.
Con una masa estimada de 2,6 masas solares, su cinemática corresponde a la de una estrella del disco fino.